# Saint-Priest-en-Murat

Saint-Priest-d'Andelot este o comună în departamentul Allier din centrul Franței. În 1 ianuarie 2022 avea o populație de 213 de locuitori.